# Eisenbahnunfall von Zumaya

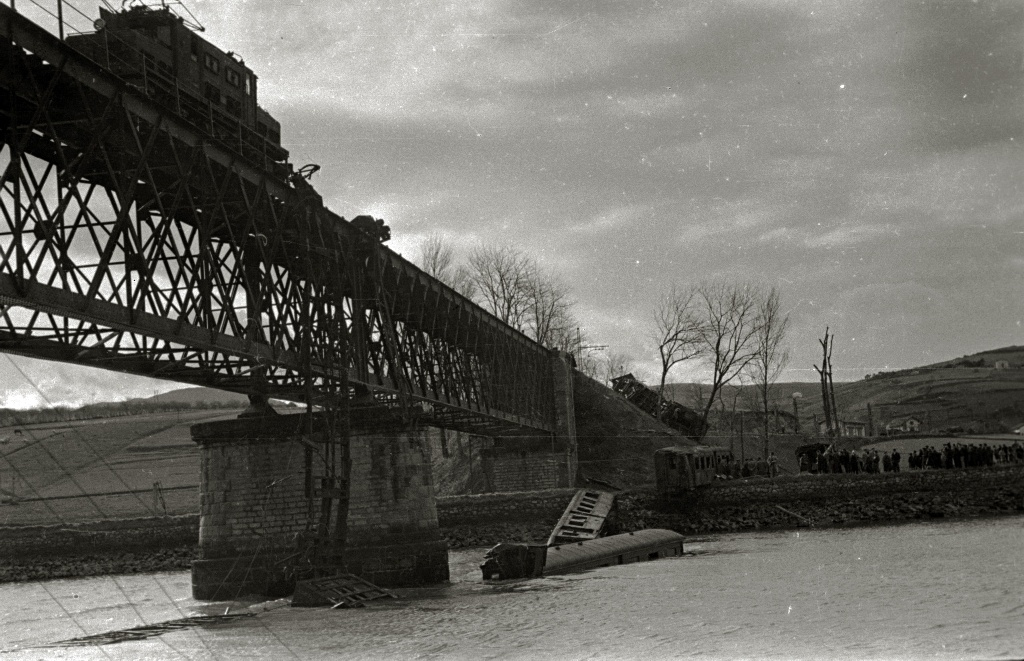
Eisenbahnunfall von Zumaya

Bei dem Eisenbahnunfall von Zumaya stürzte am 15. Februar 1941 bei Zumaya (baskisch: Zumaia), Gipuzkoa, im Baskenland, der größte Teil eines Zuges von einer Brücke. 26 Menschen starben.

## Unfallhergang
Es herrschte stürmisches Wetter. Dabei kam es zu einem Stromausfall. Davon betroffen war auch ein Zug der schmalspurigen Ferrocarril del Urola dessen Elektrolokomotive ebenfalls ohne Versorgung blieb. Der Zug kam so auf der Artadi-Brücke über den Urola zum Stehen. Eine Windböe erfasste den Zug. Während die Lokomotive auf der Brücke verblieb, stürzten dessen drei Personenwagen in den Fluss. 26 Menschen starben, 120 wurden darüber hinaus verletzt. 